# یواس‌اس هنسفورد (ای‌پی‌ای-۱۰۶)
یواس‌اس هنسفورد (ای‌پی‌ای-۱۰۶) (به انگلیسی: USS Hansford (APA-106)) یک کشتی که طول آن ۴۹۲ فوت (۱۵۰ متر) بود. این کشتی در سال ۱۹۴۴ ساخته شد.